# Championnats du monde de descente de canoë-kayak 2015
Navigation
Championnats du monde de descente 2014 Championnats du monde de descente 2016
Les 32e championnats du monde de descente en canoë-kayak de 2015 se sont tenus à Vienne, en Autriche, sous l'égide de la Fédération internationale de canoë.
Pour la première fois, cette compétition a eu lieu sur un stade d'eau vive totalement artificiel et se limitait au Sprint.

## Programme des compétitions
- Samedi 27 juin 2015 : Qualification du Sprint individuel
- Dimanche 28 juillet 2014 : Finale du Sprint individuel et Sprint par équipe

Chaque épreuve est courue dans les catégories :
- C1 Homme
- C1 Dame (à l'exception des courses par équipe)
- K1 Homme
- K1 Dame
- C2 Homme

## K1
| Rang               | Athlète        | Pays     | Temps |
| ------------------ | -------------- | -------- | ----- |
| Médaille d'or      | Paul Graton    | France   | 40.00 |
| Médaille d'argent  | Nejc Znidarcic | Slovénie | 40.31 |
| Médaille de bronze | Vid Debeljak   | Slovénie | 40.83 |

| Rang               | Athlète                                   | Pays     | Temps |
| ------------------ | ----------------------------------------- | -------- | ----- |
| Médaille d'or      | Gaetan Guyonnet Paul Graton Clément Faure | France   | 43.66 |
| Médaille d'argent  | Tim Kolar Vid Debeljak Nejc Znidarcic     | Slovénie | 45.59 |
| Médaille de bronze | Jan Olejnik Thomas Slovak Richard Hala    | Tchéquie | 45.08 |

| Rang               | Athlète             | Pays     | Temps |
| ------------------ | ------------------- | -------- | ----- |
| Médaille d'or      | Costanza Bonaccorsi | Italie   | 44.34 |
| Médaille d'argent  | Anezka Paloudova    | Tchéquie | 45.45 |
| Médaille de bronze | Martina Satkova     | Tchéquie | 46.84 |

| Rang               | Athlète                                           | Pays     | Temps |
| ------------------ | ------------------------------------------------- | -------- | ----- |
| Médaille d'or      | Claire Bren Manon Hostens Marion Leriche          | France   | 50.18 |
| Médaille d'argent  | Anezka Paloudova Martina Satkova Klara Padourova  | Tchéquie | 51.52 |
| Médaille de bronze | Costanza Bonaccorsi Beatrice Grasso Mathilde Rosa | Italie   | 52.27 |

## C1
| Rang               | Athlète            | Pays      | Temps |
| ------------------ | ------------------ | --------- | ----- |
| Médaille d'or      | Guillaume Alzingre | France    | 41.90 |
| Médaille d'argent  | Normen Weber       | Allemagne | 42.85 |
| Médaille de bronze | Mattia Quintarelli | Italie    | 43.99 |

| Rang               | Athlète                                               | Pays      | Temps |
| ------------------ | ----------------------------------------------------- | --------- | ----- |
| Médaille d'or      | Quentin Dazeur Guillaume Alzingre Antoine Demateis    | France    | 46.47 |
| Médaille d'argent  | Dominik Pesch Tim Heilinger Normen Weber              | Allemagne | 47.13 |
| Médaille de bronze | Mattia Quintarelli Vladi Panato Giorgio Dell'Agostino | Italie    | 48.13 |

| Rang               | Athlète           | Pays     | Temps |
| ------------------ | ----------------- | -------- | ----- |
| Médaille d'or      | Claire Haab       | France   | 51.48 |
| Médaille d'argent  | Martina Satkova   | Tchéquie | 52.11 |
| Médaille de bronze | Marlene Ricciardi | Italie   | 52.23 |

## C2
| Rang               | Athlète                       | Pays     | Temps |
| ------------------ | ----------------------------- | -------- | ----- |
| Médaille d'or      | Damien Mareau Pierre Troubady | France   | 42.77 |
| Médaille d'argent  | Luka Zganjar Peter Znidarsic  | Slovénie | 43.24 |
| Médaille de bronze | Simeon Hocevar Blaz Cof       | Slovénie | 43.84 |

| Rang               | Athlète                                                                                      | Pays     | Temps |
| ------------------ | -------------------------------------------------------------------------------------------- | -------- | ----- |
| Médaille d'or      | Tony Debray - Louis Lapointe Damien Mareau - Pierre Troubady Quentin Dazeur -Gaëtan Guyonnet | France   | 47.28 |
| Médaille d'argent  | Ondrej Rolenc - Jan Stastny Marek Rygel - Petr Vesely Michael Sramek - Lukas Tomek           | Tchéquie | 47.98 |
| Médaille de bronze | Simeon Hocevar - Maks Franceskin Blaz Cof - Nejc Znidarcic Luka Zganjar - Peter Znidarsic    | Slovénie | 48.45 |

## Tableau des médailles
| Rang  | Nation    | Or | Argent | Bronze | Total |
| ----- | --------- | -- | ------ | ------ | ----- |
| 1     | France    | 8  | 0      | 0      | 8     |
| 2     | Italie    | 1  | 0      | 4      | 5     |
| 3     | Tchéquie  | 0  | 4      | 2      | 6     |
| 4     | Slovénie  | 0  | 3      | 3      | 6     |
| 5     | Allemagne | 0  | 2      | 0      | 2     |
| Total | Total     | 9  | 9      | 9      | 27    |